# Kriegstetten
Kriegstetten (gsw. Chriegschtette) – miejscowość i gmina (niem. Politische Gemeinde) w Szwajcarii, w kantonie Solura, w jednostce administracyjnej (Amtei) Bucheggberg-Wasseramt, siedziba administracyjna okręgu Wasseramt. 

## Demografia
W Kriegstetten mieszka 1 366 osób. W 2021 roku 11,4% populacji gminy stanowiły osoby urodzone poza Szwajcarią. 

## Transport
Przez teren gminy przebiegają autostrada A1 oraz drogi główne nr 254 i nr 271.